# جيمس براي (لاعب كريكت)
جيمس براي (بالإنجليزية: James Bray)‏ (18 يناير 1853 في المملكة المتحدة - 30 أغسطس 1898) هو لاعب كريكت بريطاني (وحمل سابقاً جنسية المملكة المتحدة لبريطانيا العظمى وأيرلندا).

## وصلات خارجية
- جيمس براي على موقع إي آس بي آن كريك إنفو (الإنجليزية)